# Heliacus bisulcatus
Heliacus bisulcatus är en snäckart som först beskrevs av d'Orbigny 1842.  Heliacus bisulcatus ingår i släktet Heliacus och familjen Architectonicidae.

## Underarter
Arten delas in i följande underarter:
- H. b. bisulcatus
- H. b. mazatlanicus